# Kramolc
Kramolc je priimek več znanih Slovencev:
- Luka Kramolc (1892—1974), skladatelj, pedagog in zbiralec ljudskih pesmi
- Petra Kramolc (*1981), odbojkarica
- Ted (Božidar) Kramolc (1922—2013), pisatelj in slikar